# Microterys ditaeniatus
Microterys ditaeniatus är en stekelart som beskrevs av Huang 1980. Microterys ditaeniatus ingår i släktet Microterys och familjen sköldlussteklar. Inga underarter finns listade i Catalogue of Life.